# Volcán de Colima
Il Volcán de Colima (3.860 m s.l.m.), chiamato anche Volcán de Fuego de Colima), è il più attivo vulcano del Messico e dista solo 5 km dal più vecchio e inattivo Nevado de Colima (4330 m s.l.m.). Si trova quasi al limite occidentale della Fascia Vulcanica Trasversale, di cui fa parte. Nonostante il suo nome, solo una sua piccola parte rientra nello Stato di Colima, mentre per la maggior parte appartiene allo Stato di Jalisco.
È uno stratovulcano ed ha eruttato più di 40 volte dal 1576 ad oggi. Le eruzioni di maggiore intensità si sono avute nel 1585, 1606, 1622, 1690, 1818, 1890, 1903; la più violenta è stata quella del 1913 e le più recenti quelle del 1999 e del 2005 (in marzo, maggio e il 5 e 6 giugno 2005), quando la colonna eruttiva raggiunse i 4,5 e i 9 km in altezza, il flusso piroclastico raggiunse i 4 km di distanza dal cratere e le bombe di lava atterrarrono a 3/4 km di distanza. L'indice di esplosività vulcanica non superò il VEI 3. La cenere emessa raggiunse distanze fino a 100 km.
Caratteristica della sua attività recente è l'emissione di lava viscosa e la formazione di duomi di lava. Il cratere ha raggiunto una profondità di 60 m.

## Galleria d'immagini

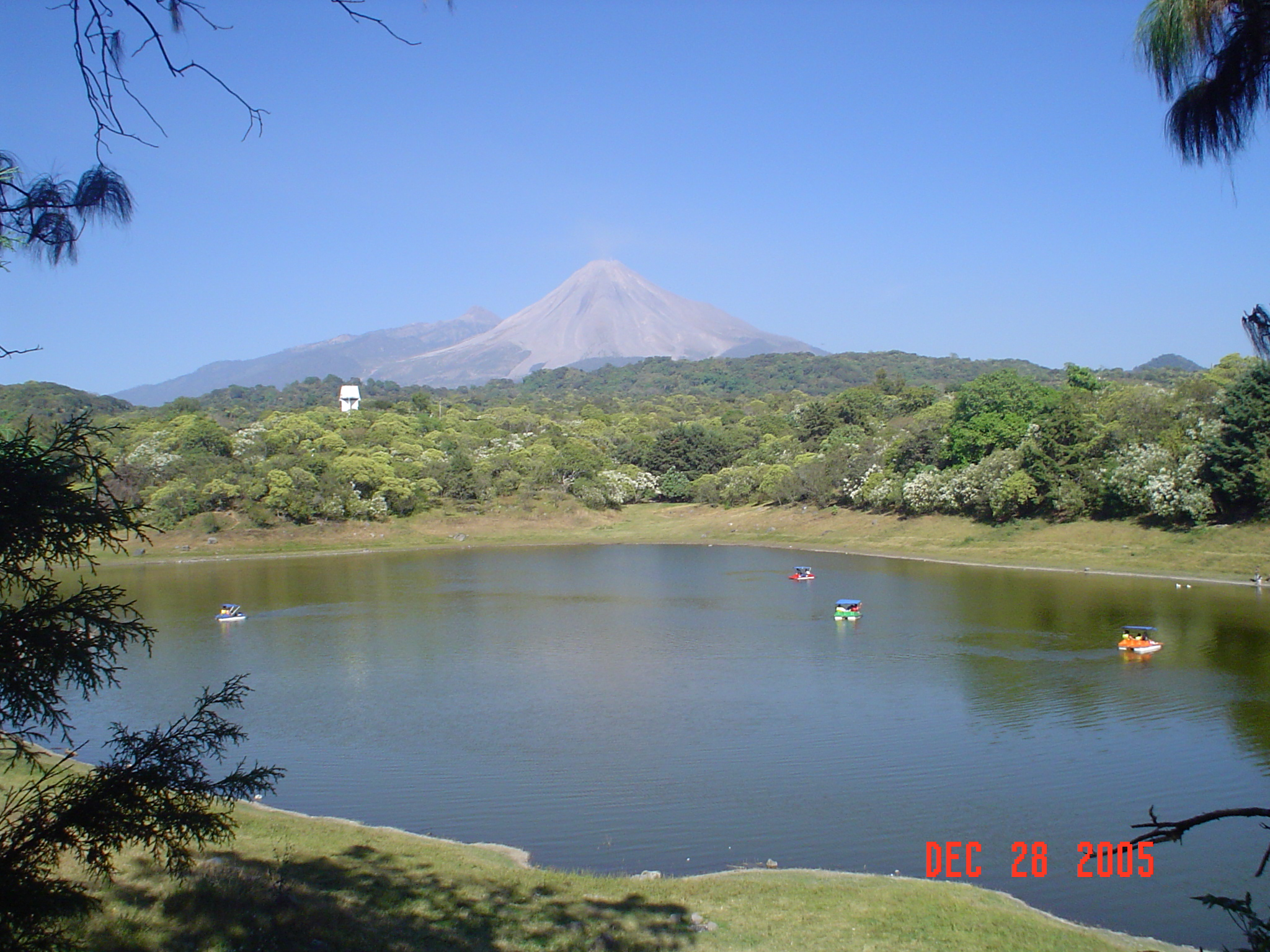
Il Volcán de Colima visto dalla laguna Carrizalillo
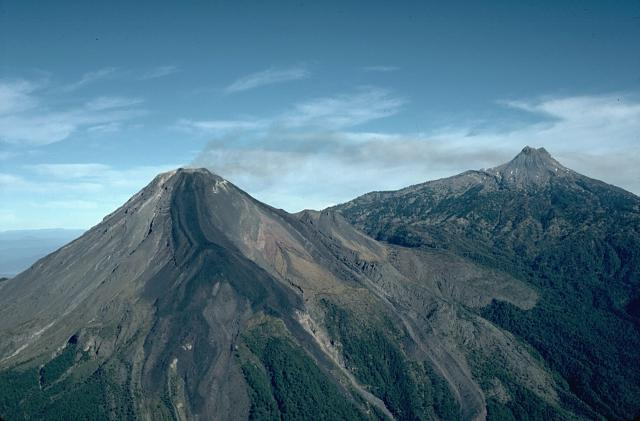